# エネルギー管理員
エネルギー管理員（エネルギーかんりいん）とは、エネルギーを消費する設備の維持、エネルギーの使用の方法の改善及び監視、その他経済産業省令で定めるエネルギー管理の業務を行う者を言う。

## 選任が必要な工場等
エネルギー管理指定工場等に指定された工場・事業場等で、年度間エネルギー使用量（原油換算値㎘）により次の二段階がある。
- 第一種:3,000㎘/年度以上
- 第二種:1,500㎘/年度以上～3,000㎘/年度未満

### エネルギー管理指定工場等
- 第一種エネルギー管理指定工場等のうち製造業等５業種（鉱業、製造業、電気供給業、ガス供給業、熱供給業）の専ら事務所その他これに類する用途に供するもののうち政令で定めるもの
- 第一種エネルギー管理指定工場等のうち製造業等５業種（鉱業、製造業、電気供給業、ガス供給業、熱供給業）以外の業種に属する事業の用に供する工場等
- 第二種エネルギー管理指定工場等

### 連鎖化エネルギー管理指定工場等
- 第一種連鎖化エネルギー管理指定工場等のうち製造業等５業種（鉱業、製造業、電気供給業、ガス供給業、熱供給業）の専ら事務所その他これに類する用途に供するもののうち政令で定めるもの
- 第一種連鎖化エネルギー管理指定工場等のうち製造業等５業種（鉱業、製造業、電気供給業、ガス供給業、熱供給業）以外の業種に属する事業の用に供する工場等
- 第二種連鎖化エネルギー管理指定工場等

### 管理統括エネルギー管理指定工場等
- 第一種管理統括エネルギー管理指定工場等のうち製造業等５業種（鉱業、製造業、電気供給業、ガス供給業、熱供給業）の専ら事務所その他これに類する用途に供するもののうち政令で定めるもの
- 第一種管理統括エネルギー管理指定工場等のうち製造業等５業種（鉱業、製造業、電気供給業、ガス供給業、熱供給業）以外の業種に属する事業の用に供する工場等
- 第二種管理統括エネルギー管理指定工場等

### 管理関係エネルギー管理指定工場等
- 第一種管理関係エネルギー管理指定工場等のうち製造業等５業種（鉱業、製造業、電気供給業、ガス供給業、熱供給業）の専ら事務所その他これに類する用途に供するもののうち政令で定めるもの
- 第一種管理関係エネルギー管理指定工場等のうち製造業等５業種（鉱業、製造業、電気供給業、ガス供給業、熱供給業）以外の業種に属する事業の用に供する工場等
- 第二種管理関係エネルギー管理指定工場等

## 選任資格
次のいずれかの者
- エネルギー管理講習修了者
- エネルギー管理士

## エネルギー管理講習
一般財団法人省エネルギーセンターが実施するエネルギー管理講習を受講し修了すると、「エネルギー管理企画推進者」・「エネルギー管理員」への選任資格が得られる。

### 新規講習の受講資格・受講方式
受講資格はなく、誰でも受講できる。新規講習は2023年からeラーニングによる「オンライン講習」が行われている。

### 資質向上講習
エネルギー管理講習の修了者で
- エネルギー管理企画推進者もしくはエネルギー管理員に選任されている者は3年ごと
- 3年以上前に受講した者が新たにエネルギー管理企画推進者もしくはエネルギー管理員に選任された場合には翌年まで

にエネルギー管理講習（資質向上講習）を受講しなければならない（2021年からオンライン講習実施）。

### 講習内容（科目）
新規講習
1. エネルギー総合管理に関する基礎知識及び法規
2. エネルギー管理の手法
3. エネルギー管理の実務

資質向上講習
1. エネルギー総合管理
2. エネルギー管理の手法
3. エネルギー管理の実務